# Владимировка (Баганський район)
Владимировка (рос. Владимировка) — село у Баганському районі Новосибірської області Російської Федерації.
Входить до складу муніципального утворення Палецька сільрада. Населення становить 199 осіб (2010).

## Історія
Згідно із законом від 2 червня 2004 року органом місцевого самоврядування є Палецька сільрада.

## Населення
| 2002 | 2007 | 2010 |
| ---- | ---- | ---- |
| 253  | ↘226 | ↘199 |